# Millán Millán de Priego
Millán Millán de Priego y Bedmar (Jaén, 15 de mayo de 1872 – Madrid, 10 de noviembre de 1936) fue un político, funcionario público y jurista español.

## Biografía

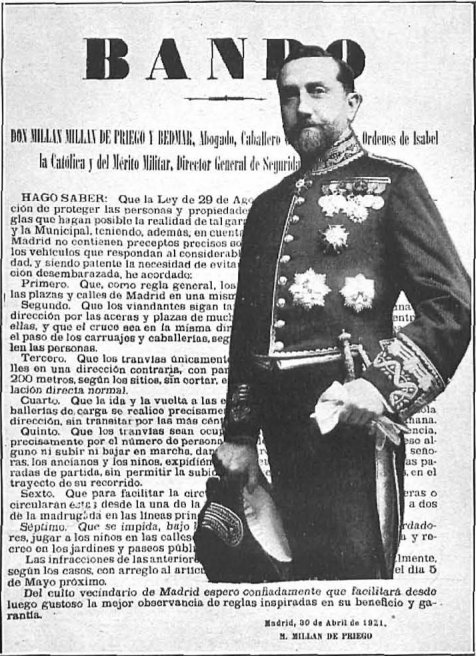
Millán de Priego, «el caballero de los bandos» en la revista Nuevo Mundo (1921).

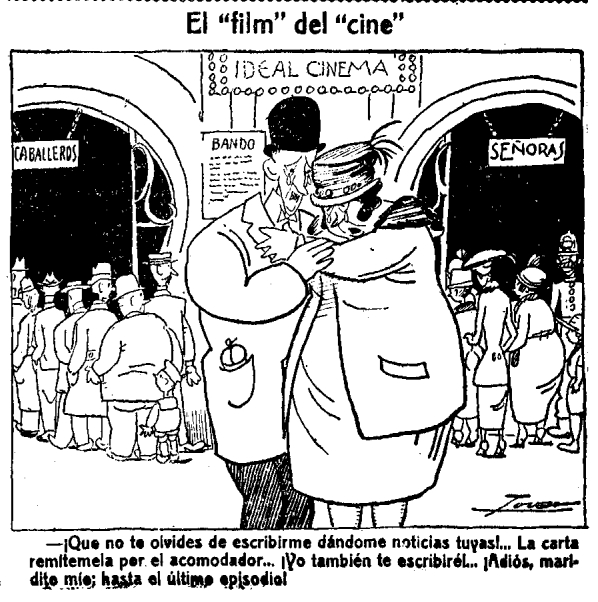
Caricatura de Tovar publicada en La Voz el 5 de mayo de 1921, que hace referencia al bando de Millán de Priego prescribiendo la separación de sexos en las salas de cine.

Millán Millán de Priego y Bedmar nació en Jaén en 1872. Era hijo de Juan Millán de Priego y Ganancias, y de Carmen Bedmar de la Chica. Estudió derecho en la Universidad Central de Madrid entre 1888 y 1895, hacia esta última fecha ejercería como secretario personal de Salvador Bermúdez de Castro O'Lawlor. Ocupó diversos cargos durante la monarquía de Alfonso XIII. 
En 1918 fue nombrado por real decreto jefe de Administración civil de primera clase y jefe de la Sección de Orden público del ministerio de la Gobernación. Tras ser nombrado director general de Seguridad en 1921, se hicieron célebres sus diversos bandos regulatorios. Al poco de ser elegido, decretó una segregación por sexos en las salas de cine, mediante la cual quedarían incomunicados hombres y mujeres, que entraría en vigor suavizada respecto a su contenido original. El 30 de abril de 1921 firmó una orden para la regulación del tráfico en Madrid de vehículos y viandantes, que impuso las paradas y la organización de los tranvías; también impuso que a los caballos de los picadores en las corridas de toros se les pusiera un peto de arpillera. Posteriormente le sucedería Carlos Blanco Pérez al frente de esta sección. En 1923 asumió, como «funcionario habilitado», las funciones de ministro de Gobernación durante un breve periodo de tiempo, entre el 17 y el 22 de septiembre, tras el golpe de Estado de Primo de Rivera; fue sucedido en el cargo por Severiano Martínez Anido.
Estuvo casado con Julia Tejero Valls (1872-1856), natural de Madrid, con quien tuvo al menos una hija llamada Juana.
Fue fusilado en Madrid durante la guerra civil española, el 10 de noviembre de 1936.